# Central Data 2650
Central Data 2650 (2650) је био кућни рачунар фирме Central Data који је почео да се производи у САД од 1977. године.
Користио је Signetics 2650 као микропроцесор. RAM меморија рачунара је имала капацитет од 2 KB (до 32 KB). 

## Детаљни подаци
Детаљнији подаци о рачунару 2650 су дати у табели испод.
|                       | |
| 2650                  | |
| Произвођач            | |
| Тип                   | кућни рачунар                                                                                      |
| Меморија              | 2 (до 32 )                                                                                         |
| Поријекло             | Сједињене Америчке Државе                                                                          |
| Година                | 1977                                                                                               |
| Тастатура             | |
| Процесор              | 2650                                                                                               |
| Фреквенција процесора | 1,18MHz (кристал of 14 Mhz подијељен са 12), касније повећано до 4,73Mhz са побољшаним 2650 колима |
| RAM                   | 2 (до 32 )                                                                                         |
| ROM                   | 8                                                                                                  |
| Текст                 | 80 знакова x 16 линија                                                                             |
| Графика               | Нема                                                                                               |
| Боја                  | монохроматска                                                                                      |
| Звук                  | 4 гласа (3 гласовна канала + 1 канал шума)                                                         |
| Димензије             | 46 (ширина) x 19 (дубина) x 11(висина) cm / 2,8 kg (+ 0,8 kg за посебно напајање)                  |
| Портови               | |
| Оперативни систем     | [[]]                                                                                               |